# Крапивенские Дворы
Крапивенские Дворы — хутор в Яковлевском районе Белгородской области России.
Входит в состав Быковского сельского поселения.

## История
На территории хутора находится братская могила советских бойцов, погибших в Великой Отечественной войне.

## География
Хутор расположен на федеральной автомагистрали М2 «Крым». Северо-восточнее находятся урочища Товрино и Смородина.

## Улицы
- ул. Жукова
- ул. Магистральная
- пер. Магистральный

## Население
| 2002 | 2010 |
| ---- | ---- |
| 22   | ↗41  |